# JOSM
JOSM(Java OpenStreetMap Editor)은 오픈스트리트맵의 지리정보를 편집할 수 있는 프로그램이다. 데스크톱 환경에서 구동되며, 자바를 기반으로 한다. 이 편집 도구에는 OSM의 기본 편집기인 iD에서 지원하지 않는 고급 기능들이 포함되어 있다.